# Sport a Berlino

## Calcio
La prima organizzazione calcistica tedesca nasce a Berlino ed è il BFC Germania 1888 del quartiere di Tempelhof. Come in altre città della Germania, ogni quartiere aveva la sua squadra e si affrontava nel campionato cittadino. Il BFC Viktoria 1889 di Tempelhof è campione di Germania nel 1894, 1908 e 1911, vicecampione nel 1909 e 1907 È a partire dagli anni '20 che cominciano ad emergere alcune società. Con le sei finali nazionali consecutive (due vittorie), la squadra di Gesundbrunnen, l'Herha BSC, diventa la squadra più amata della città. La sua principale antagonista è la squadra di Charlottenburg nata in un circolo tennistico, il TeBe Berlin, preferita invece dalla bohème berlinese. Nella Berlino Ovest del dopoguerra, a causa della crisi dell'Hertha BSC, il TeBe Berlin diventa momentaneamente la squadra principale della città. Già negli anni '60 l'Hertha BSC ritorna ai vertici e conquista il posto nella neonata Bundesliga che spetta a Berlino Ovest. Nonostante scandali e periodi di crisi, l'Hertha BSC mantiene e rafforza la sua posizione di squadra principale della città. Berlino Ovest è troppo "piccola" per due squadre importanti e per il TeBe Berlin inizia la discesa, nonostante due partecipazioni nella Bundesliga; il TeBe ha almeno il merito di non scomparire nelle serie minori del campionato cittadino, come è successo per altre squadre di Berlino. A Berlino Est il regime puntava a costituire una nuova società: inizialmente il Vorwäts Berlin dopo aver vinto sei titoli si trasferisce a Francoforte sull'Oder. A questo punto la principale squadra della città diventa la Dinamo Berlino, che sotto il patrocinio della Stasi divenne la squadra più importante della Germania Est. Seconda squadra di Berlino Est è l'Union Berlin; la squadra dei quartieri sudorientali di Berlino di Öberschoneweide e Köpenick aveva raggiunto già la finale dei campionati nazionali negli anni '20. Nella DDR l'Union riesce a sopravvivere, nonostante il regime non ami le squadre storiche; anzi, per questo motivo l'Union Berlin diventa il punto di riferimento dei berlinesi insofferenti al regime: L'Union Berlin che si contrapponeva alla squadra di regime della BFC Dynamo. Con la riunificazione le due squadre "orientali" sopravvivono con alterne fortune. L'Union Berlin partecipa a quattro campionati di 2.Bundesliga, mentre il BFC Dynamo vivacchia tra la quarta e la quinta divisione del campionato tedesco. Come il TeBe, il BFC Dynamo ha il merito di non sparire nei campionati minori.
Oltre a queste quattro squadre più importanti, a Berlino ci sono un'ottantina di squadre di quartiere più, ultimamente, squadre espressione delle comunità straniere, specialmente turche. Alcune di queste hanno avuto un periodo di gloria, come il caso del Tasmania Berlin, squadra di Neukölln. Negli anni sessanta ha conteso a Hertha BSC e TeBe Berlin il titolo di migliore squadra di Berlino. Quando nel 1965 l'Hertha BSC a seguito di uno scandalo viene estromesso dalla Bundesliga, La Federcalcio Tedesca decise di sostituirla con un'altra squadra di Berlino è la scelta cadde sulla vincitrice dell'ultimo campionato cittadino, il Tasmania Berlino. È l'occasione per la squadra di Neukölln per diventare la principale di Berlino, ma il ripescaggio coglie la società impreparata che disputerà un campionato disastroso finendo nettamente ultima. Dopodiché il Tasmania sparisce nei campionati minori. Negli anni '80 emerge la squadra di Mariendorf, il SV Blau-Weiß Berlin riesce a disputare la 2.Bundesliga e nell 1985 addirittura la Bundesliga. L'avventura in massima serie dura solo un anno e pian piano, anche a seguito di un fallimento, il Blau-Weiß Berlin sparisce nelle serie minori. L'expoit della squadra di Mariendorf corrispose con un momento di crisi dell'Hertha BSC, che alla fine ritorna un'altra volta la squadra più titolata della città.
Campioni di Berlino: vedere "Berliner Fußballmeister"
Campioni del "Bund Deutscher Fußball spieler
- 1890 BFC Germania 1888 (1 titolo)
- 1891 BFC Germania 1888 (2)

Campioni del "Deutscher Fußball und Cricket Club"
- 1892 The English FC 1890 Berlin (1)
- 1893 BTuFC Viktoria 1889 (1)
- 1894 BTuFC Viktoria 1889 (2)
- 1895 BTuFC Viktoria 1889 (3)
- 1896 BTuFC Viktoria 1889 (4)

- 1897 (Deutscher Fußball und Cricket Club) BTuFC Viktoria 1889 (5)
- 1897 (Allgemeiner Deutscher Sport Bund) BTuFC Britannia 1892 (1)
- 1898 (Deutscher Fußball und Cricket Club) BFC Vorwärts 1890
- 1898 (Allgemeiner Deutscher Sport Bund) BFC Frankfurt 1885
- 1898 (Verband Berliner Ballspielvereine) BTuFC Britannia 1892
- 1899 (Deutscher Fußball und Cricket Club) BFC Vorwärts 1890
- 1899 (Verband Berliner Ballspielvereine) BFC Preussen 1894
- 1900 (Deutscher Fußball und Cricket Club) BFC Vorwärts 1890
- 1900 (Verband Berliner Ballspielvereine) BFC Preussen 1894
- 1901 (Deutscher Fußball und Cricket Club) BFC Vorwärts 1890
- 1901 (Verband Berliner Ballspielvereine) BFC Preussen 1894
- 1902 (Verband Berliner Ballspielvereine) BTuFC Viktoria 1889
- 1903 (Verband Berliner Ballspielvereine) BTuFC Britannia 1892
- 1903 (Märkischer Fußball-Bund) BFC Vorwärts 1890
- 1904 (Verband Berliner Ballspielvereine) BTuFC Britannia 1892
- 1904 (Märkischer Fußball-Bund) Weißenseer FC
- 1905 (Verband Berliner Ballspielvereine) BTuFC Union 1892
- 1905 (Märkischer Fußball-Bund) BTuFC Alemannia 1890
- 1906 (Verband Berliner Ballspielvereine) BFC Hertha 1892
- 1906 (Märkischer Fußball-Bund) BFC Norden-Nordwest 1898
- 1907 (Verband Berliner Ballspielvereine) BTuFC Viktoria 1889
- 1907 (Märkischer Fußball-Bund) BTuFC Alemannia 1890
- 1908 (Verband Berliner Ballspielvereine) BTuFC Viktoria 1889
- 1908 (Märkischer Fußball-Bund) BFC Norden-Nordwest 1898
- 1909 (Verband Berliner Ballspielvereine) BTuFC Viktoria 1889
- 1909 (Märkischer Fußball-Bund) Rixdorfer TuFC Tasmania 1900
- 1910 (Verband Berliner Ballspielvereine) BFC Preussen 1894
- 1910 (Märkischer Fußball-Bund) Rixdorfer TuFC Tasmania 1900
- 1911 (Verband Berliner Ballspielvereine) BTuFC Viktoria 1889
- 1911 (Märkischer Fußball-Bund) Rixdorfer TuFC Tasmania 1900

- 1912  BTuFC Viktoria 1889 (VBB)
- 1913  BTuFC Viktoria 1889
- 1914  Berliner BC 1903
- 1915  BFC Hertha 1892
- 1916  BTuFC Viktoria 1889
- 1917  BFC Hertha 1892
- 1918  BFC Hertha 1892
- 1919  BTuFC Viktoria 1889
- 1920  SC Union Oberschöneweide
- 1921  BFC Vorwärts 1890
- 1922  SV Norden-Nordwest 1898
- 1923  SC Union Oberschöneweide
- 1924  BTuFC Alemannia 1890
- 1925  Hertha BSC
- 1926  Hertha BSC
- 1927  Hertha BSC
- 1928  Hertha BSC
- 1929  Hertha BSC
- 1930  Hertha BSC
- 1931  Hertha BSC
- 1932  Tennis Borussia Berlin
- 1933  Hertha BSC
- 1934  BFC Viktoria 1889 (Gauliga Berlin-Brandenburg)
- 1935  Hertha BSC
- 1936  Berliner SV 1892
- 1937  Hertha BSC
- 1938  Berliner SV 1892
- 1939  SpVgg Blau-Weiß 1890 Berlin
- 1940  SC Union Oberschöneweide
- 1941  Tennis Borussia Berlin
- 1942  SpVgg Blau-Weiß 1890 Berlin
- 1943  Berliner SV 1892
- 1944  Hertha BSC

1945  keine Meisterschaft
- 1946  SG Wilmersdorf (Berliner SV 1892)
- 1947  SG Charlottenburg (Tennis Borussia Berlin)
- 1948  SG Oberschöneweide
- 1949  Berliner SV 1892
- 1950  Tennis Borussia Berlin

Campioni di Berlino Ovest
- 1951  Tennis Borussia Berlin
- 1952  Tennis Borussia Berlin
- 1953  SC Union 06 Berlin
- 1954  Berliner SV 1892
- 1955  BFC Viktoria 1889
- 1956  BFC Viktoria 1889
- 1957  Hertha BSC
- 1958  Tennis Borussia Berlin
- 1959  SC Tasmania 1900 Berlin
- 1960  SC Tasmania 1900 Berlin
- 1961  Hertha BSC
- 1962  SC Tasmania 1900 Berlin
- 1963  Hertha BSC

Vincitori della Regionalliga Berlin
- 1964  SC Tasmania 1900 Berlin
- 1965  Tennis Borussia Berlin
- 1966  Hertha BSC
- 1967  Hertha BSC
- 1968  Hertha BSC
- 1969  FC Hertha 03 Zehlendorf
- 1970  FC Hertha 03 Zehlendorf
- 1971  SC Tasmania 1900 Berlin
- 1972  SC Wacker 04 Berlin
- 1973  SpVgg Blau-Weiß 1890 Berlin
- 1974  Tennis Borussia Berlin

## Football americano
I Berlin Adler, squadra cittadina di football americano, sono uno dei team più blasonati a livello europeo avendo vinto:
- 6 German Bowl
- 10 Ladies Bowl
- 2 Eurobowl (uno sotto la EFAF e uno sotto la BIG6)
- 1 EFAF Cup